# Utzenlaa
Utzenlaa ist eine Ortschaft und eine Katastralgemeinde der Marktgemeinde Königsbrunn am Wagram im Bezirk Tulln in Niederösterreich. Die Ortschaft hat 141 Einwohner (Stand 1. Jänner 2024). Bis Ende 1968 war Utzenlaa eine eigenständige Gemeinde.

## Geografie
Das von der Landesstraße L45 über eine Nebenstraße erreichbare Dorf befindet sich am Nordrand der Donau-Au. Unmittelbar südlich führt die Stockerauer Schnellstraße am Ort vorüber.

## Geschichte
Laut Adressbuch von Österreich waren im Jahr 1938 in der Ortsgemeinde Utzenlaa ein Gastwirt, zwei Gemischtwarenhändler, ein Schmied, ein Wagner und einige Landwirte ansässig.
Die davor eigenständigen Gemeinden Utzenlaa und Frauendorf an der Au wurden am 1. Jänner 1969 mit der damaligen Gemeinde Bierbaum am Kleebühel fusioniert, die ihrerseits 3 Jahre später mit Königsbrunn am Wagram fusioniert wurde.